# Ян II Добрый
Ян II Добрый (пол. Jan II Dobry (książę opolski), нем. Johann II von Oppeln-Ratibor; около 1460 — 27 марта 1532, Рацибуж) — князь Опольский, Стшелецкий (1476—1521), Бжегский (1476—1481), Немодлинский (1476 и 1497—1521), Бытомский (1498—1521), Козленский (1509—1521), владелец Гливице (с 1494) и Тошека (1495). В 1521 году унаследовал Ратиборское княжество, после чего объединил свои владения в единое Опольско-ратиборское княжество (1521—1532). Последний мужской представитель опольско-ратиборской линии Силезских Пястов.

## Происхождение
Представитель опольской линии Силезских Пястов. Второй сын князя Николая I Опольского (1422/1424 — 1476) и Магдалены Бжегской (1426/1430 — 1497).

## Жизнь и политическая деятельность
В 1476 году после смерти отца Николая I Опольского и старшего брата Людвика Ян II Добрый вместе с младшим братом Николаем II унаследовал Опольское, Стшелецкое, Бжегское и Немодлинское княжества. В том же 1476 году, братья разделил между собой отцовские владения. Ян Добрый получил Ополе, Стшельце-Опольске и Бжег, а Николай II — Немодлин. Это разделение, однако, было лишь формальным, потому что оба брата по-прежнему продолжали совместно управлять отцовскими владениями.
За свое длительное правление Ян II Добрый привел небольшое Опольское княжество к значительному экономическому развитию. Приобретение земель в Верхней Силезии сделало его одним из крупным правителей Силезии.
В 1477 году Ян II Добрый и Николай II выкупили у князя Олесницкого Конрада X Белого город Прудник с окрестостями, но в 1481 году они вынуждены были согласиться на продажу князю Фридриху I Легницкому Бжегского княжества, которым князья Опольские владели с 1450 года.
В 1497 году трагически погиб князь Николай II Немодлинский (младший брат Яна Доброго), который был обезглавлен по приказу генерального наместника Силезии, князя Казимира II Цешинского. Смерть Николая сильно потрясла Яна, который, узнав о казни брата в Нысе, начал собирать войско, чтобы отомстить за младшего брата. Только в результате дипломатического вмешательства короля Чехии и Венгрии Владислава II Ягеллона, а также отсутствия поддержки войны у соседних князей, гражданская война в Силезии была предотвращена.

## Увеличение княжества
С 1490-х годов опольский князь Ян Добрый посвятил себя расширению территории своего княжества. Благодаря большим долгам ряда силезских князей князь Опольский в течение всего лишь нескольких десятков лет стал владельцем большей части Верхней Силезии. Только Цешин оставался под властью местной линии Пястов, а Освенцим был включен в состав Польского королевства. Территориальный рост Опольского княжества происходил медленно, но непрерывно. В 1494 году Ян Добрый приобрел Гливице, в 1495 году ― Тошек, в 1497 году после смерти младшего брата Николая он унаследовал Немодлинское княжество, в 1498 году выкупил у магната Яна Старшего из Жеротина Бытомское княжество с замком Сверклянец, а в 1509 году — Козленское княжество.

## Наследование Ратиборского княжества
После всех территориальных приобретений в Верхней Силезии вне владений князя Яна II оставались только земли вдоль южной границы с Чешским королевством, находившиеся под властью князей Ратиборских из чешской династии Пржемысловичей. Первый договор о взаимном наследовании был заключен с князем Яном V Ратиборским еще в 1478 году, вероятно, по случаю бракосочетания Яна V с Магдаленой Опольской, сестрой Яна II Доброго. В 1493 году после смерти князя Яна V Ратиборское княжество унаследовали его сыновья Николай VI, Ян VI и Валентин Горбатый. В 1506 году после смерти двух братьев Николая VI и Яна VI, не имевших детей, единоличным князем в Рацибуже стал их младший брат Валентин Горбатый.
В 1511 году был заключен официальный договор о взаимном наследовании между бездетными князьями Валентином Ратиборским и Яном II Опольским. Этот договор был подтвержден чешским королем Владиславом II Ягеллоном и вступил в силу после смерти Валентина Горбатого в 1521 году. Опольский князь Ян Добрый унаследовал Рацибуж и присоединил его к своим владениям. После всех территориальных приобретений границей нового единого Опольско-ратиборского княжества на западе стали реки Сцинава-Немодлинска и Ныса-Клодзка, Судеты и река Висла на юге, а на востоке и севере оно граничило с Польским королевством. Под контролем Яна Доброго была обширная территория размером в 12 000 километров.
С начала своего правления опольский князь Ян II Добрый был приверженцем польской культуры, он поддерживал регулярные контакты с польскими королями Яном I Ольбрахтом, Александром и Сигизмундом I Старым. Есть даже некоторые предположения, что Ян Добрый знал только польский и чешский языки (чешский язык был официальным языком в Силезии). Ян Добрый, вероятно, предпочитал оставаться в своих владениях и редко покидал Ополе. Упоминается только один случай, когда князь Опольский покинул свои владения, в 1476 году, когда князь Ян Добрый II отправился в Апулию в качестве посланника венгерского короля Матвея Корвина, для того, чтобы сопровождать его невесту Беатрису Неаполитанскую в Венгрию.
Страстью Яна Доброго была охота в лесах Верхней Силезии, на которую он тратил огромные денежные суммы.

## Привилеи
Опольский князь Ян Добрый, заботясь об экономическом развитии своих владений, даровал многочисленные привилегии, из которых наиболее известен Ордунек Верхний, содержащий 72 статьи, изданный 16 ноября 1528 года в Ополе. Этот документ был привилегией для развития горного дела в княжестве, доходы с которого шли в княжескую казну. В обмен на привилегии для городов, Ян Добрый получал часть прибыли с горнодобывающих шахт. Среди пользователей льгот были Тарновске-Гуры, которые стали одни из крупнейших и процветающих городов Верхней Силезии. За год до своей смерти, в 1531 году, Ян Добрый издал земский привилей, в котором, в частности, брал под защиту крестьян от притеснений со стороны знати (так называемый Przywilej Hanuszowy).

## Смерть и преемственность
Опольский князь Ян II Добрый никогда не был женат и не имел наследников. Причиной, по словам достоверных источников, была импотенция. В связи с этим княжеский двор в Ополе еще за много лет до смерти Яна Доброго стал свидетелем соперничества различных правителей, претендовавших на Опольское княжество. Кандидатами на наследство после бездетного князя были короли Чехии (с 1526 года — Габсбурги), бургграф Праги Зденко Лев из Рожмиталя, князья Казимир II Цешинский и Фридрих II Легницкий. Первоначально наименьшие шансы имел еще один кандидат — Георг Гогенцоллерн, маркграф Бранденбург-Ансбахский. Однако маркграф смог получить поддержку чешского короля Людовика II Ягеллона и войти в особое доверие к стареющему князю Яну Доброму. Смерть Людовика II Ягеллона и вступления на венгерско-чешский престол австрийского эрцгерцога Фердинанда I Габсбурга поставили под угрозу шансы Георга Бранденбургского. Только после заключения договора в Праге 17 июня 1531 года и выплаты в размере 183 333 гульденов Фердинанд Габсбург согласился с кандидатурой маркграфа Бранденбург-Ансбахского.
Ян II Добрый, последний мужской член опольский линии Силезских Пястов, скончался в Рацибуже 27 марта 1532 года, он был похоронен в кафедральном соборе Святого Креста в Ополе. После его смерти обширное  Опольско-ратиборское княжество унаследовал маркграф Георг Бранденбург-Ансбахский. В соответствии с предыдущими соглашениями, движимое имущество покойного князя было вывезено в Вену.